# Cheresto
Cheresto è una regione immaginaria dove Gabriele D'Annunzio ambientò Il Sangue de le Vergini, testo poetico apparso dapprima nella Cronaca Bizantina del 1º dicembre 1883 sotto il titolo Il fuoco della pace, poi inserito in volume nell'Intermezzo a partire dalla edizione Bideri del 1894.  Cheresto è immaginata come una regione dai querciosi altipiani attraversata da un fiume, con prati fluviali dove a torme i cavalli pascono. Quanto alla localizzazione, unica certezza è che Cheresto si trovi in Nordamerica, essendo nativi americani i protagonisti della vicenda narrata nel poemetto. Il poeta pescarese riprende infatti, con molta libertà, un modello derivante da Le calumet de la Paix imité de Longfellow di Charles Baudelaire.  Nel testo dannunziano l'ambientazione si rifà a modelli dell'antichità classica come si può intuire già dai nomi: Cheresto, infatti,  forse riecheggia Onchesto, città della Beozia; anche i nomi dei popoli protagonisti Cube, Cubìri ed Olmecchi suscitano echi classicheggianti tali da far ricordare più i poemi omerici che non il Far West.